# No 5 Elbe
Le No 5 Elbe (anciennement Wander Bird) est une goélette et un ancien bateau pilote, l’un des rares voiliers survivants de l’époque de la construction navale en bois à Hambourg. Il coule en juin 2019 après une collision avec le porte-conteneurs Astrosprinter sur l'Elbe, près de Stadersand. Il est renfloué quelques jours après et transféré à Wewelsfleth.
Il est désormais amarré à Hambourg, au quai du Stiftung Hamburg Maritim (Fondation maritime de Hambourg) .

## Historique
Ce deux-mâts est construit par H. C. Stülcken Wwe à Steinwerder (de), un chantier naval établit dans le port de Hambourg, et est mis en service en 1883. Pendant trente ans, la goélette sert à transférer des pilotes dans l’estuaire de l’Elbe et dans la baie Allemande.
En 1924, le navire devient une propriété privée et est renommée Wander Bird. En tant que yacht privé, il traverse l'océan Atlantique treize fois. Warwick M. Tompkins passe avec lui le Cap Horn en 1937, avec ses enfants Ann et Warwick, âgés de six et quatre ans, et cinq autres membres d'équipage pour atteindre San Francisco. Tompkins documente ce voyage dans un film de 27 minutes visible au Deutsches Schiffahrtsmuseum de Bremerhaven. D'autres traversées de l'océan Pacifique suivent.
En 2002, la fondation (stiftung) Hamburg Maritim acquiert le navire à Seattle et le ramène dans la ville hanséatique. L'association à but non lucratif Jugend in Arbeit Hamburg e.V  le rénove entièrement et investit plus de mille heures de travail. À l'hiver 2005/2006, le navire reprend la route sous son ancien nom Elbe. Les inscriptions de voile « ELBE » et « 5 » se rapportent à sa zone opérationnelle et à son numéro parmi les onze bateaux pilotes au total autrefois en service à Hambourg. Des excursions d'une journée sur l'Elbe ou des croisières de plusieurs jours sur la mer du Nord et la mer Baltique sont par la suite effectuées à bord de la goélette.

## Collision
Le bateau-pilote N°5 Elbe rentre à Hambourg le 29 mai 2019, après un séjour de huit mois dans la ville danoise de Hvide Sande pour y être restauré. Le 8 juin 2019, le navire, sur l'Elbe, entre en collision avec le porte-conteneurs sous pavillon chypriote Astrosprinter et coule dans la région de l'embouchure. Les 43 personnes à bord sont sauvées, mais certaines, dont des enfants, sont blessées. Le 17 juin 2019, le voilier est renfloué par une société espagnole à l'aide de parachutes de relevage : des sortes de ballons faisant office de bouées en étant gonflés, en utilisant ainsi la poussée d'Archimède. Selon une vidéo d'observation, il est confirmé que l'accident est la conséquence d'une erreur commise par le capitaine du voilier, âgé de 82 ans. Un transfert du N°5 Elbe à Hambourg est prévu, pour y évaluer ses dommages. La commande de réparation a été confiée au chantier naval Peters de Wewelsfleth, qui a également rénové le bateau Peking en tant que navire musée pour le propriétaire du musée du port.

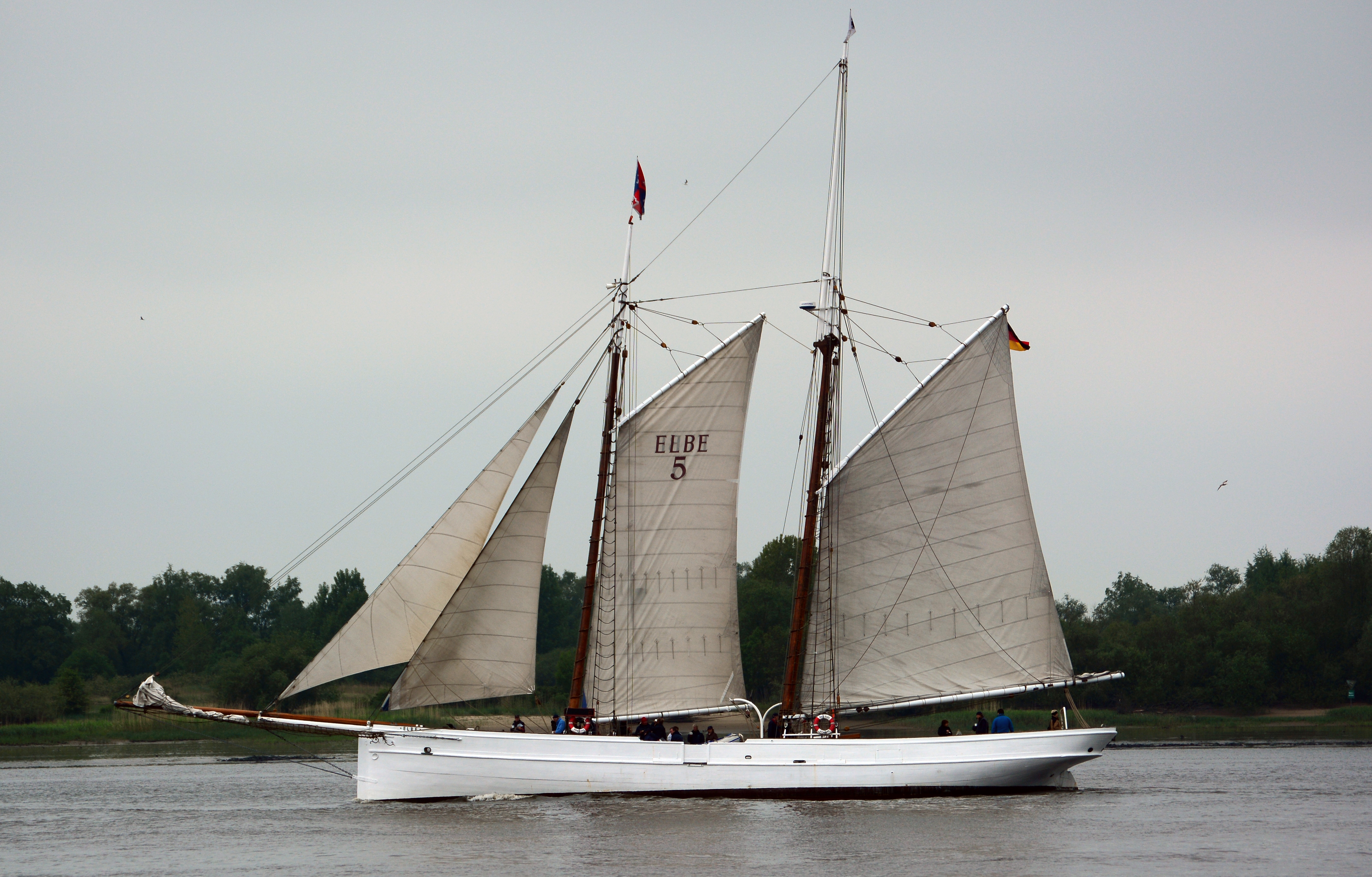
Sous voile.
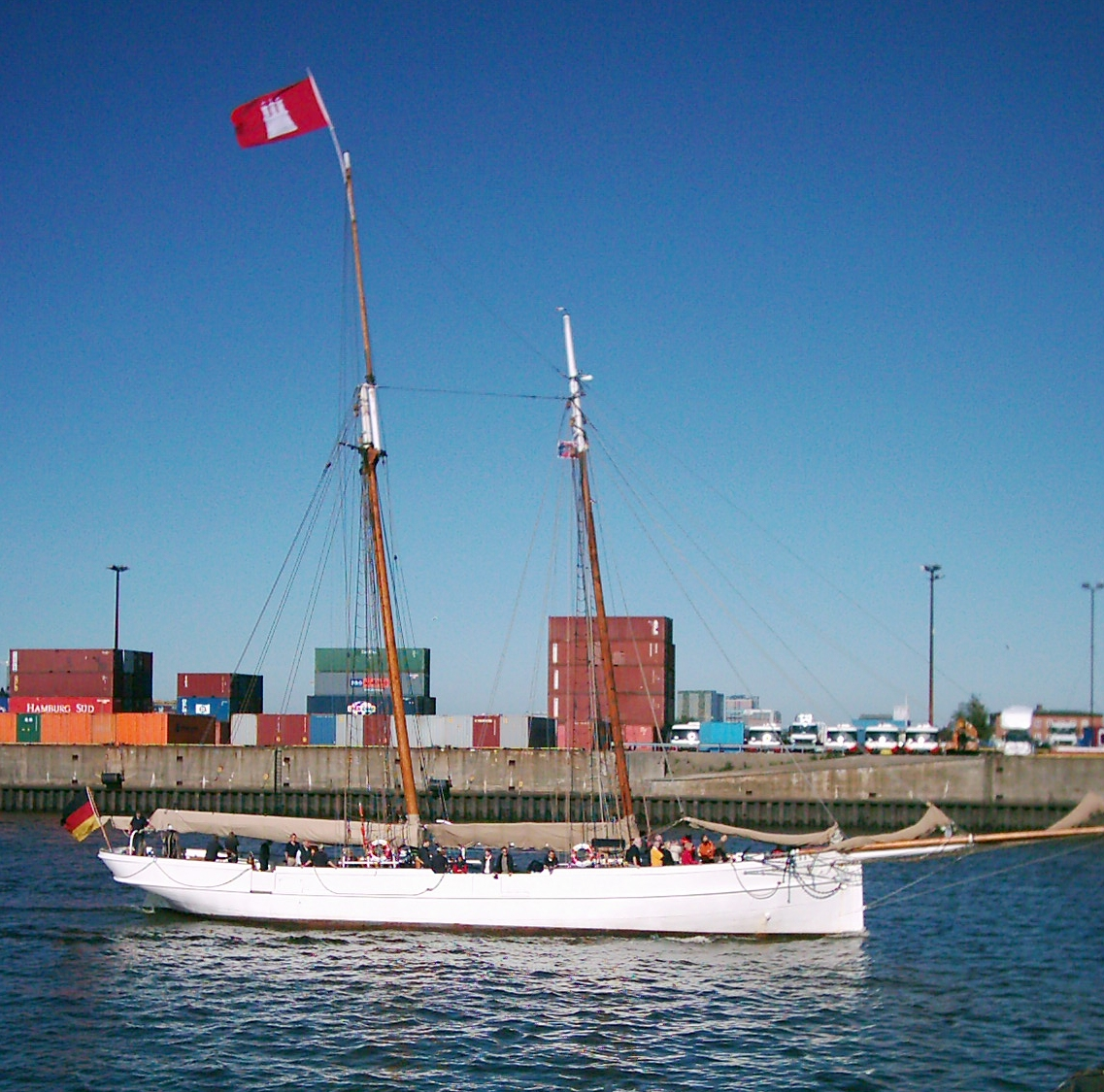
À Hambourg, arborant sur son grand-mât le drapeau de la ville.
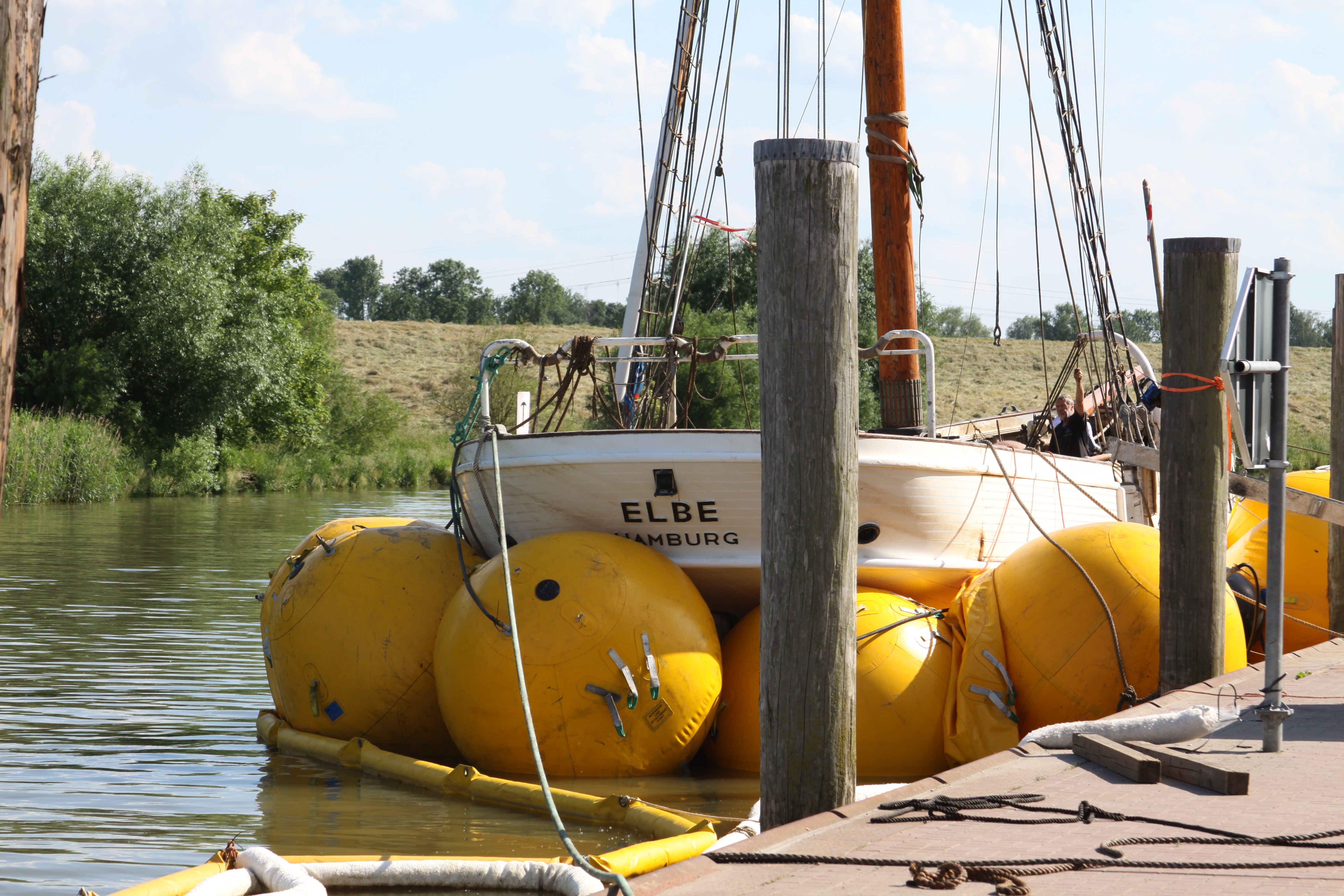
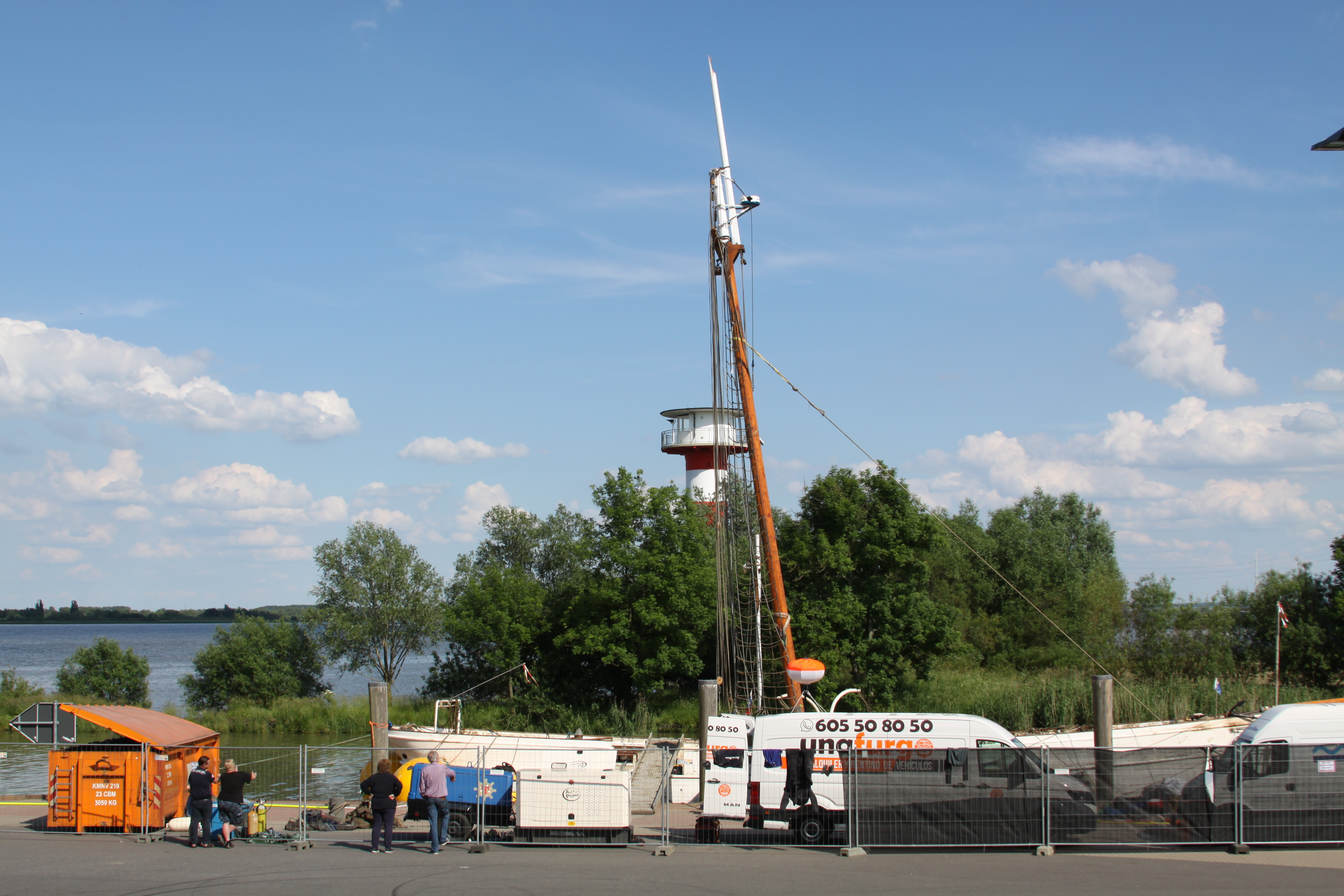
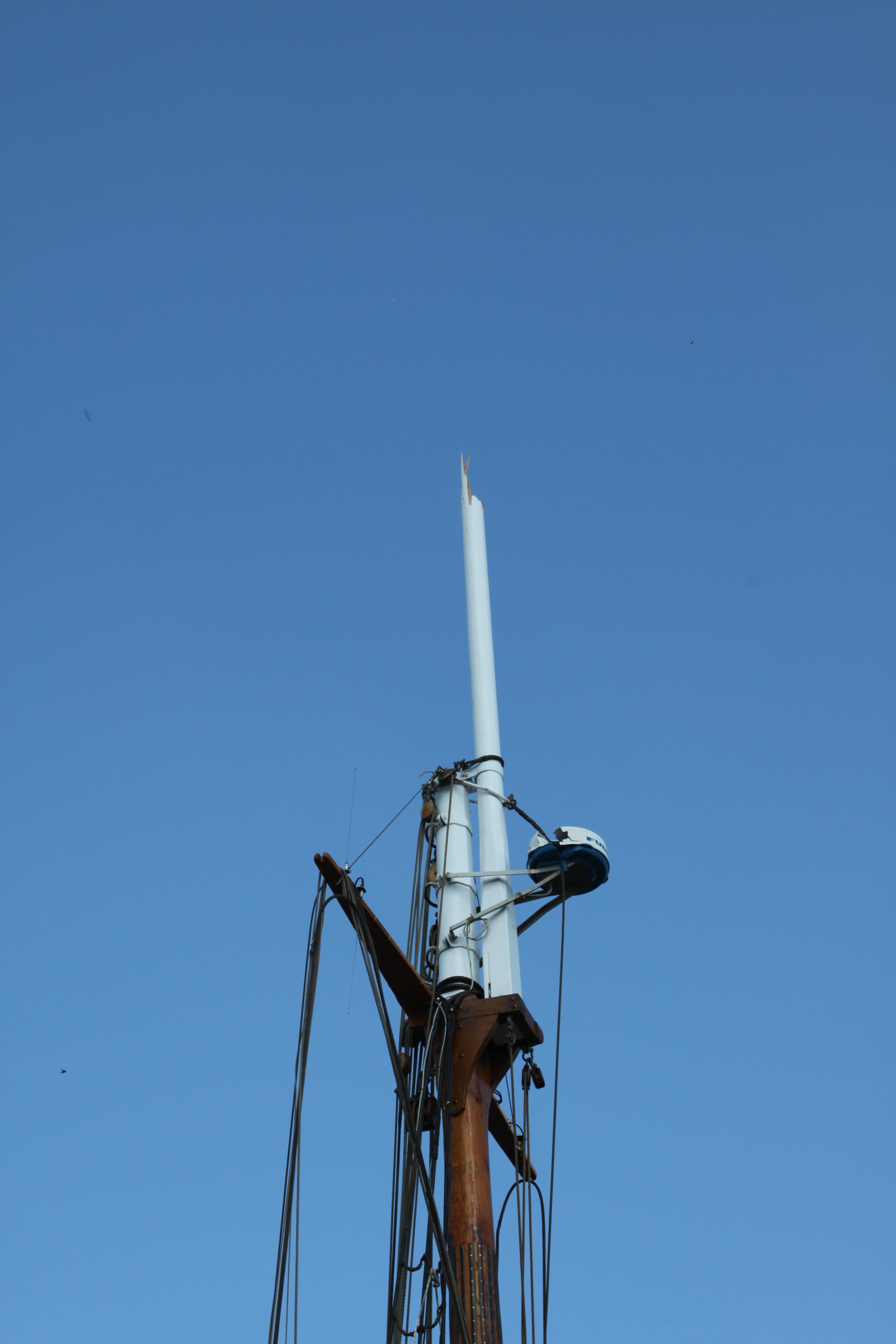